# Кінах Олександр Васильович
Олекса́ндр Васи́льович Кі́нах (15 травня 1990, с. Годомичі, Маневицький район, Волинська область, Українська РСР — не пізніше 29 липня 2015) — солдат Збройних сил України, учасник війни на сході України (128-ма окрема гірсько-піхотна бригада). Кавалер ордена «За мужність».

## Життєпис
Зник у районі населеного пункту Дебальцеве 18 лютого 2015 року.
Похований 29 липня 2015 р. у Дніпропетровську на Краснопільському цвинтарі, як тимчасово невстановлений захисник України. Ідентифікований за ДНК та визнаний загиблим слідчими органами. 12 березня 2016 року перепохований у рідному селі Годомичі.
По смерті залишились дружина та донька.

## Нагороди
Указом Президента України № 291/2016 від 4 липня 2016 року «за особисту мужність і високий професіоналізм, виявлені у захисті державного суверенітету та територіальної цілісності України, вірність військовій присязі» нагороджений орденом «За мужність» III ступеня (посмертно).